# 合肥の戦い
合肥の戦い（がっぴのたたかい/ごうひのたたかい）は、中国後漢末期に、曹操領の南方の要衝の合肥を巡って魏と呉の間で行われた戦い。三国時代を通じてこの方面では攻防が続けられたが、ついにこの戦線の決着がつくことは無かった。
劉備が孫権に荊州の一部を返還する代わりに曹操を攻めるという依頼から始まった。215年に起こった戦い（第二次）が有名で、10万人の孫権軍が7千人の曹操軍に大敗を喫したことで知られている。

## 合肥城の位置と戦略上の意義
合肥城は巣湖の北岸に位置し、曹操軍からすると長江流域の前線拠点だった。孫権軍にとっては長江流域の完全掌握にも外征にも必要な拠点だった。合肥城は張遼・楽進・満寵などが防衛にあたった。孫権軍は巣湖南岸の濡須口に砦を整備するなどしてこれに対峙した。濡須口も孫権軍にとって重要拠点であり、曹操軍と孫権軍が衝突を繰り返した（濡須口の戦い）。

## 劉馥による合肥城整備
200年に孫策が死に、孫策が廬江太守に任命した李術は孫権に逆らい揚州刺史の厳象を殺害し、それに乗じてか廬江の雷緒・陳蘭・梅成らが数万人を集めて蜂起するなど長江・淮河一帯は混乱の様相を呈した。この時袁紹と戦っていた曹操はこの方面を鎮撫するには劉馥が適任であると考え、上奏して劉馥を揚州刺史とした。
劉馥は当時空城であった合肥城に単騎で入城すると行政機関を整備し雷緒らを帰順させ、屯田・灌漑の整備、教育機関の整備などを行い民政を整え備蓄を増した。劉馥は国家にとって合肥城が要衝になると考え、合肥城の城壁、土塁の強化や城壁に取り付いた兵を打ち払うための木や石・魚油を備蓄するなど戦争の準備もした。この整備が後に孫権軍をおおいに苦しめることとなる。

## 第一次戦役（208年）
208年の赤壁の戦いで孫権・劉備の連合軍は烏林で曹操軍を打ち破り、曹操は江陵と荊州の守備を部将達に任せると許昌へ撤退した。周瑜ら孫権軍と劉備軍はそのまま江陵方面に進軍し荊州の制圧を開始したが、この時柴桑に駐屯していた孫権は余勢を駆って自ら軍を指揮して江水を下り合肥城へと侵攻を開始した。
曹操は張喜と蔣済に1000人の軍を指揮させ即座に救援として派遣し、汝南を通過する際に汝南の兵を指揮させる事とした。張喜と蔣済の軍はそもそも寡兵であった上疫病により頭数が減っていたが、蔣済は一計を案じ、歩騎4万の軍を率いて向かっているから受け入れの準備をするようにという偽の書簡を揚州刺史に届けた。孫権はこの書簡を届けていた使者を捕らえ、4万の軍勢が救援として接近していると考え軍と共に撤退した。
209年、曹操は自ら出陣し合肥に陣を張った。史料には同年合肥での本格的な軍の衝突の記録はなく、この時期曹操は合肥の兵力や武将の編成や整備などを行ったものと推測される。

## 第二次戦役（215年）
214年に呂蒙の進言により曹操配下の廬江太守・朱光を破って廬江郡都の皖城の奪取が成り、同年に劉備との荊州統治の係争も一応の解決を見、孫権は再び北方に軍を向ける余裕ができた。孫権は自ら10万を号する大軍を指揮して陸口からそのまま出撃し、合肥城への攻撃を開始した。
この時、曹操は合肥城に3人の将軍の張遼、楽進、李典と護軍の薛悌を置いていたが、兵力は7000人弱しかおらず、3将軍の仲は悪かった。楽進と張遼は仮節された上位の将軍であったが、かつて潁川を彼等が守備していた時はいがみ合って協調しないことが多かったため、趙儼の仲裁によって統制されていた。張遼と李典が不和である理由には明確な記述はないが、張遼が呂布の部将であった時、李典は一族の長であった伯父を呂布の配下に殺されている。孫権軍が迫り、薛悌が曹操から預かっていた命令書を3将軍と共に開封すると、「もし孫権が来たならば張遼と李典は出撃せよ。楽進は護軍の薛悌を守り、戦ってはならない」と書いてあった。みな曹操の意図を理解できなかったが、張遼は「公（曹操）は遠征で外におり、救援が到着する頃には敵は我が軍を破っているに違いない。だからこそやつらの包囲網が完成せぬうちに迎撃し、その盛んな勢力をくじいて人心を落ち着かせ、その後で守備せよと指示されている。成功失敗の契機はこの一戦にかかっているのだ。諸君は何をためらうのだ」と主張した。李典はこれに賛成し、「国家の大事にあって顧みるのは計略のみ。個人的な恨みで道義を忘れはしない」と断言し、張遼と共に出撃する事となった。
張遼は夜中に敢えて自らに従うという兵を選別し800人を集め、牛肉を将兵に振る舞い、明け方に出撃すると伝えた。
明け方、張遼は鎧を着込み戟を持ち、自ら先鋒となって孫権の本陣めがけて突撃し、数十人の兵と2人の将校を斬り、孫権の眼前に迫った。徐盛が負傷し、牙旗を奪われて逃走したが、賀斉が牙旗を奪い返し、潘璋が逃亡兵を斬って士気の崩壊を防いだため、前線に戻った。孫権は長戟を振るって身を守りつつ、高い丘の上に逃走した。孫権は張遼の率いる軍が寡兵である事を見てとり、張遼の軍を幾重にも包囲した。
張遼は左右を指差し、左右から包囲を突破すると見せかけ、敵軍の意表を突き包囲の中央を急襲。張遼以外は数十人の兵しか脱出する事が出来ず、残りの兵は包囲の中に取り残された。残された兵たちが「将軍、我らをお見棄てでございますか」などと叫んでいるのを聞くと、張遼は再び包囲に突撃し、残された兵を救出した。孫権軍は張遼の凄まじい攻撃に意気消沈し、脱出していく張遼に敢えて攻撃しようとはしなかった。結局張遼は明け方から日中まで戦い続け、孫権軍は戦意を喪失したと判断し、城まで後退し守備を固めた。
その後孫権は合肥城を攻囲したが陥落させる事ができず、陣中に疫病が発生したこともあって10日目で退却を開始した。孫権は自ら最後衛に位置し、武将らとともに撤退の指揮を執っていた。この時川の北岸側には近衛兵1000人弱と、呂蒙・蔣欽・凌統・甘寧が残っているのみであり、一緒に食事をする。張遼はその様子を窺い知ると、楽進ら7000人と襲撃をかけ、孫権軍を幾重にも包囲した。孫権は馬上から弓矢で急襲に応じた。凌統が配下300人と共に包囲を破り、将らが死に物狂いで防戦している間孫権は橋にまで来る事ができたが、橋はすでに張遼らの手によって1丈（３ｍ）余り撤去されていた。孫権の側仕えの谷利が孫権の馬に後ろから鞭を当てて馬に勢いをつけさせ、孫権の乗る馬は橋を飛び越した。賀斉は3000人を率れて孫権を迎える。孫権は船に戻って諸将と会して食事を続けたが、賀斉は孫権の安危を心配して、席を下りて涕泣した。孫権は賀斉を慰め、二度とこのような危険な事はしないと誓った。
凌統は孫権が橋を渡った後再び戻って奮戦したが、配下は皆死に、自らも全身に傷を負いながら数十人を斬った。孫権が無事撤退した頃を見計らって自らも撤退したが、橋は壊れていたので革の鎧を着たまま河に飛び込んだ。船に乗っていた孫権は凌統が無事帰還すると狂喜した。配下を失い、涙する淩統に対し、孫権は自らの袖で涙を拭い「公績、死んだ者はもう戻っては来ぬ。だが私にはまだあなたがいる、それで充分ではないか」と慰めた。
張遼は孫権の容貌を知らなかった。孫権が最後衛の1000人の中でとても目立ったので、戦いの後に張遼は「勇武と騎射を備えた紫髯の将軍は何者だ」と孫権軍の降兵に問うと、「その方が孫権様であります」との答えが返ってきて初めて自らが目撃した将軍が孫権その人であった事を知り、楽進に「あれが孫権と知っていれば急追して捕まえられたであろうに」と言って、捕まえ損ねた事を惜しんだ。

## 合肥新城の築城
230年代初頭、孫権は毎年のように合肥侵攻を企てていた。合肥城は寿春の遠く南にあり、江湖に近接した位置にあったため、過去の攻防戦においては呉の水軍の機動力の有利さが発揮されやすい展開が多くあった。曹休の後任として都督揚州諸軍事となった満寵は上表し、合肥城の立地の欠点を指摘した上で、北西に30里の地に新たに城を築くことを進言した。蔣済はこれを「味方の士気を削ぐ」と反対したが、満寵は重ねて上奏し、兵法の道理を引きながら築城の長所を重ねて主張した。尚書の趙咨は満寵の意見を支持し、曹叡（明帝）の聴許を得た。こうして合肥新城が築かれた。

## 第三次戦役（233年）
233年、孫権が合肥に攻め寄せたが、合肥新城が岸から遠い場所にあったので上陸しようとしなかった。満寵は孫権は魏が弱気になっているのではないかと決めつけ、必ず襲撃してくるに違いないと判断し、伏兵として歩騎兵を6千用意したところ孫権が上陸して攻めかかってきた。伏兵らは数100人の首を取った。

## 第四次戦役（234年）
234年に、孫権は蜀の諸葛亮の北伐に呼応し、10万の軍勢で自ら親征して巣湖の入り口から合肥新城へと進撃。同時に陸遜・諸葛瑾らには1万人余りの軍勢で沔水（漢水）から襄陽へと向かわせ、孫韶・張承には淮水から広陵・淮陰へと向かわせ、魏領内への多方面同時侵攻に打って出た。
6月、合肥新城は孫権軍に包囲され、滿寵はいったん合肥新城を放棄して北方の寿春にまで孫権軍を引き込み、そこで改めて敵を迎え撃ちたいと曹叡に打診して許可を求めた。曹叡は「魏呉蜀の三国にとって合肥・襄陽・祁山の3城は兵法で言う所の『兵家必争の地』たる最重要防衛拠点で、魏ではこれまでここを死守することによって呉蜀からの侵攻を撃退することができた。たとえ孫権が合肥新城を攻撃しても決して攻め落とすことはできない、だから諸将に於いてはこれらの城を堅く守り抜くこと。もし私自らが親征して赴けば、敵は恐れを抱いて逃げ出すであろう」と言い滿寵の訴えを却下した。満寵は合肥新城へ救援に赴くと、数十人の義勇兵を募り松と麻の油を用いて風上より火をかけ呉軍の攻城兵器を焼き払い、孫権の甥の孫泰を射殺した。
7月、曹叡は御龍舟に乗って東征を開始。孫権軍は幾度も合肥新城を攻撃するも、魏の張穎らが力戦し合肥新城を死守したため、突破口を見出せないでいた。孫権は曹叡の親征を知ると、曹叡の軍が未だ数百里に至る前に撤退。陸遜・諸葛瑾・孫韶らもまた同様に軍を引き上げ、遠征は呉軍の全面敗北という結果に終わった。蜀の諸葛亮も戦果のないまま陣没し、遺された将兵は撤退した（五丈原の戦い）。

## 第五次戦役（253年）
孫権が252年に崩御すると、魏の胡遵・諸葛誕らは呉領の東興などを攻めた。呉の諸葛恪は丁奉・朱異らを指揮して迎え撃ち、魏軍は韓綜・桓嘉が戦死して敗走した（東興の戦い）。
253年、勢いに乗った諸葛恪は魏に侵攻して合肥新城を包囲した。魏の諸将は慌てたが、司馬師は毌丘倹・文欽・張特に持久戦を命じた。彼らは2ヶ月間城を防衛するが、城内では兵の半分が戦死したり病にかかったりして、合肥新城も呉軍に攻め落とされた。張特はこの状況でまともに戦っても勝機は無いと見て、諸葛恪に対し「魏の法では、城を100日守ればその将兵は敵に降伏しても罪にはならず、家族が処刑されることもない。数日したら100日になるので、それから降伏する」と述べた。諸葛恪はこの言葉を信じ、城への攻撃を中止した。張特は密かに城壁を修復し、呉軍に対し徹底抗戦を始めた。諸葛恪はこれに激怒して城を攻めた。
合肥新城は100日経っても攻め落とせなかった。同年7月、魏の太尉の司馬孚が東征して合肥新城の救援に赴くと、呉軍内部で疫病が流行り始めたこともあり、諸葛恪の軍は撤退し8月に呉に帰還した。
毌丘倹は「建国以来、これほど困難な戦はなかった」と上奏し、戦死した将兵の功績を讃え、遺族のために便宜を図ったという。

## 第六次戦役（268年）
268年秋9月、呉は荊州と揚州で同時に軍事行動を起こした。命をうけた丁奉と諸葛靚は芍陂に布陣して合肥を攻撃し、孫晧も自ら東関まで軍をすすめた。
丁奉は、晋側の指揮を取っていた石苞が中央とうまくいっていない事を聞きつけると、有りもしない手紙を送って離間の計を行った。この計略は上手くいき、司馬炎は軍を派遣して石苞を捕らえようとするなど大きな事態に発展しかけたが、孫鑠の助言により武装解除の上石苞自ら寿春を出て罪に服したため、事態は収拾された。司馬駿が変わって丁奉と対峙した。その頃荊州では襄陽を攻めていた万彧が胡烈に打ち破られ、江夏を攻めていた朱績も撤退した為、荊州で指揮を執っていた司馬望は合肥方面へ軍を向けた。丁奉は2か月にわたって晋軍と対峙を続けていたが戦況は不利であり、司馬望の救援もやってきたため、冬11月には撤退した。これが三国時代を通して行われた合肥方面での最後の戦いとなっている。